# Luis Fernando Pérez
Luis Fernando Pérez (Madrid, 1977) est un pianiste classique espagnol.

## Biographie
Luis Fernando Pérez étudie d'abord le piano au conservatoire de Pozuelo de Alarcón, où il reçoit son diplôme. En 1993, il est entre à l'école supérieure de musique Reine-Sophie à Madrid, où il étudie avec Dmitri Bashkirov, Galina Eguiazarova et la musique de chambre avec Márta Gulyás. Puis il se rend à Cologne pour se perfectionner à l'Université de musique avec Pierre-Laurent Aimard. Il travaille aussi avec Alicia de Larrocha, Carlota Garriga et Carmen Bravo (pianiste et épouse de Federico Mompou) à l'Académie Marshall de Barcelone.
Il a enregistré plusieurs albums et joué sur de nombreuses de scènes à travers les États-Unis, le Japon et l'Europe.
Luis Fernando Pérez reçoit plusieurs prix, dont le Franz Liszt Prix du concours international IBLA, le prix Alicia de Larrocha et la médaille Albéniz pour son enregistrement d’Iberia d'Albéniz.

## Discographie
- Albéniz, Suite Iberia ; Navarra - Luis Fernando Pérez, piano (mars/avril 2006, 2CD Verso) (OCLC 694059671)
- Soler, Sonates pour clavier (27-30 mai 2008, Mirare MIR 101) (OCLC 691342838)
- Chopin, Nocturnes (8-10 février 2010, Mirare MIR 111) (BNF 42169977)
- Granados, Goyescas, Valses Poéticos - Luis Fernando Pérez, piano (2011, Mirare MIR 138)[2],[3] (OCLC 869445837)
- Falla, Nuits dans les jardins d'Espagne, trois danses du Tricorne, Fantasía bética ; L'amour sorcier, suite pour piano - Luis Fernando Pérez, piano ; Orchestre national basque, dir. Carlo Rizzi (11-12 avril 2013, Mirare MIR 219) (OCLC 896469955)
- Mompou, Cançons i Danses ; Paisajes ; Scènes d’enfants - Luis Fernando Pérez, piano (1-3 décembre 2016, Mirare MIR 364)[4] (OCLC 1013209675)